# Blaster Master
Blaster Master (Japans: 超惑星戦記メタファイト) is een computerspel voor het platform Nintendo Entertainment System. Het spel werd uitgebracht in 1988.

## Ontvangst
| Beoordeeld door       | Platform            | Datum            | Score |
| --------------------- | ------------------- | ---------------- | ----- |
| Video Game Den        | NES                 | 20 maart 2012    | 100%  |
| Quebec Gamers         | NES                 | 5 mei 2007       | 93%   |
| Mean Machines         | NES                 | maart 1992       | 91%   |
| IGN                   | Wii                 | 14 december 2009 | 90%   |
| HonestGamers          | NES                 | 9 juni 2013      | 90%   |
| Nintendo Life         | Wii Virtual Console | 16 december 2009 | 90%   |
| Hardcore Gaming 101   | NES                 | 2000             | 80%   |
| SwankWorld            | NES                 | 2004             | 80%   |
| GameCola.net          | NES                 | november 2008    | 75%   |
| The Video Game Critic | NES                 | 16 maart 2004    | 58%   |